# Fabrizio Boschi
Fabrizio Boschi (Florència, 1572-1642) va ser un pintor italià actiu a Florència durant el primer barroc.

## Biografia
Va començar com a alumne de Domenico Passignano. Aviat va marxar a Roma per perfeccionar el seu art. El 1606 va tornar a la seva pàtria ja com un artista plenament format. A la capital vaticana havia adquirit una notable grandiositat en les seves composicions, reforçada per grans contrastos lluminosos i una gran expressivitat de les figures. El seu estil és ara una encertada combinació entre l'opulència de Rubens i el naturalisme de Caravaggio.
L'any 1615 va pintar per a la Casa Buonarroti el Michelangelo presentant una maqueta de fusta del Tribunal de la Rota a la Via Júlia al papa Juli III, per encàrrec de Michelangelo Buonarroti el Jove, nebot de l'artista Miquel Àngel.
Filippo Baldinucci l'inclou entre els seus artistes biografiats i refereix el ferotge temperament de Boschi i la seva vivaç imaginació.

## Obres destacades

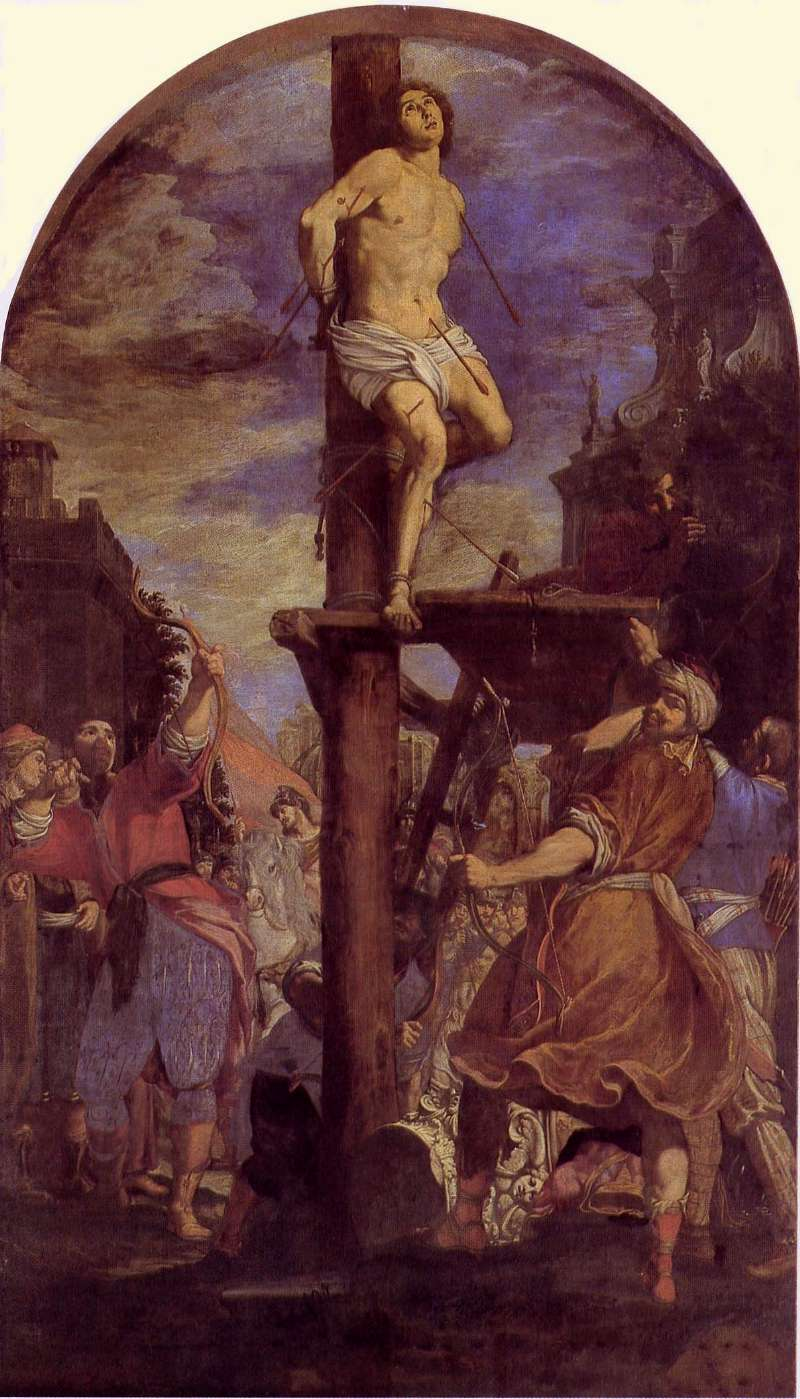
Martiri de Sant Esteve (1617, Santa Felicita, Florència)

- Els israelians recol·lecten el mannà enviat per Déu
- Al·legoria de la castedat
- Santa Clara pren el vel de mans de sant Francesc
- Sant Pere i sant Pau són capturats i conduïts al martiri (1606, Certosa di Galluzzo)
- Visió de sant Bernat de Claravall (1630-31, San Frediano in Cestello)
- Sant Pere cura una noia endimoniada (c. 1619-20, San Pietro in Jerusalem a San Gersolè)
- Castedat de Susanna (1620, Palazzo della Província, Siena)
- Martiri de sant Esteve (1617, Santa Felicita, Florència)
- Anunciació (San Gaetano, Florència)
- Heròdies ofereix el cap del Baptista a Salomé (c. 1627-30, Museu de Chambéry)
- Sant Bonaventura celebra la missa (Ognissanti, Florència)
- Assumpció de la Mare de Déu envoltada d'àngels i apòstols (Santa Lucía, Florència)